# Bhayavadar
Bhayavadar é uma cidade e um município no distrito de Rajkot, no estado indiano de Gujarat.

## Geografia
Bhayavadar está localizada a 21° 51′ N, 70° 15′ L. Tem uma altitude média de 71 metros (232 pés).

## Demografia
Segundo o censo de 2001, Bhayavadar tinha uma população de 18 246 habitantes. Os indivíduos do sexo masculino constituem 51% da população e os do sexo feminino 49%. Bhayavadar tem uma taxa de literacia de 67%, superior à média nacional de 59,5%; a literacia no sexo masculino é de 72% e no sexo feminino é de 61%. 11% da população está abaixo dos 6 anos de idade.